# Primo ministro della Nuova Zelanda
Il primo ministro della Nuova Zelanda (in māori: Te pirimia o Aotearoa; in inglese: The Prime Minister of New Zealand) è il capo del governo del Paese e capo del partito o coalizione con la maggioranza nel Parlamento della Nuova Zelanda.
Dal 27 novembre 2023 il primo ministro è Christopher Luxon, del Partito Nazionale della Nuova Zelanda.

## Responsabilità e poteri
Il ruolo del primo ministro non è definito formalmente, essendo basato su convenzioni costituzionali piuttosto che su una legislazione specifica. Secondo queste convenzioni il primo ministro è il capo del gabinetto (anch'esso un organo che esiste per convenzione), e svolge un ruolo di coordinamento.
Il primo ministro è considerato per convenzione come "primo tra pari" — detiene quindi l'incarico più alto nell'amministrazione, ma gli viene anche richiesto di aderire a qualsiasi decisione presa dal gabinetto. La reale capacità di un primo ministro di dare ordini diretti è sorprendentemente limitata — gran parte del potere di tale ruolo deriva da altri mezzi, quali:
- La capacità di stabilire il programma del gabinetto, controllando così quali argomenti verranno discussi.
- La capacità di nominare e destituire i ministri. L'estensione con cui questo potere può essere esercitato varia a seconda dei differenti partiti — ad esempio, il Partito Laburista pone gran parte di queste responsabilità nelle mani del Caucus, lasciando al primo ministro solo il potere di scegliere quali portafogli sono assegnati ad un ministro.
- L'influenza che un primo ministro è probabile abbia in quanto leader del partito di maggioranza — questi poteri possono dargli un controllo più diretto sui subordinati, di quanto non sia connesso al ruolo stesso di PM.
- Il potere che consegue semplicemente dall'essere al centro delle decisioni più importanti, e dal essere in grado di criticare e commentare qualsiasi decisione presa dagli altri ministri.

Il primo ministro può inoltre chiedere le elezioni notificandole al Governatore-Generale.
Per convenzione, il primo ministro è il capo del partito o della coalizione che ha il maggior numero di seggi in parlamento. Esiste inoltre un vice primo ministro, che può appartenere o meno allo stesso partito.

## Storia dell'incarico
Le origini esatte dell'incarico di primo ministro sono dibattute. L'uso del termine "primo ministro" come termine descrittivo risale al primo parlamento neozelandese, dove venne applicato a James FitzGerald e Thomas Forsaith. FitzGerald e Forsaith non avevano comunque titoli ufficiali, e la Nuova Zelanda non aveva ancora ottenuto l'auto-governo. Per questo i due non sono considerati primi ministri in senso proprio.
La prima persona ad essere formalmente nominata ad una posizione di guida fu Henry Sewell, che formò un governo all'inizio del II parlamento. Nonostante il suo ruolo di leadership formale, comunque, il suo unico titolo fu Segretario Coloniale. Il suo successore, William Fox, ebbe anch'egli un ruolo di guida formale, ma non fu Segretario Coloniale. Non fu che con Frederick Weld, la sesta persona nominata ad una carica formale, che è apparso il titolo di premier. Il successore di Weld, Edward Stafford, cambiò per un breve periodo il titolo in primo ministro (First Minister) ma la dicitura di Premier riapparve successivamente con William Fox. Da quel momento Premier divenne la denominazione usuale della carica. Verso la fine del XIX secolo il termine primo ministro (prime minister) si impose come alternativa a Premier e Richard Seddon usò quasi esclusivamente questo titolo. Il successore di Seddon, William Hall-Jones, fu ufficialmente nominato primo ministro invece che Premier. Il titolo di primo ministro venne usato da allora.
Assumendo Sewell come primo ad assumere la carica di primo ministro, finora sono trentasette le persone che hanno rivestito questa carica. Alcune di queste sono state insignite del titolo più di una volta, con il record massimo di volte condiviso da William Fox e Harry Atkinson, entrambi per quattro volte. Il più lungo incarico risale a 13 anni, record detenuto da Richard Seddon. Il primo occupante della prestigiosa poltrona, Henry Sewell, ha governato la nazione per il più breve tempo complessivo: il suo unico mandato durò tredici giorni (il record per il mandato più breve spetterebbe in realtà a Harry Atkinson, che, nominato per la terza volta, rimase in carica solo sette giorni, ma Atkinson nel complesso è stato primo ministro più a lungo di Sewell).
La Nuova Zelanda è anche uno dei pochi Paesi al mondo ad aver avuto due donne a capo del governo, e una delle due sole nazioni in cui due donne capo del governo sono state l'una immediatamente successiva all'altra.